# Karibibita
La karibibita és un mineral de la classe dels òxids.

## Característiques
La karibibita és un òxid de fórmula química Fe₂As₄O9. Cristal·litza en el sistema ortoròmbic. és anomenada així per la seva localitat tipus.
Segons la classificació de Nickel-Strunz, la karibibita pertany a «04.JA - Arsenits, antimonits, bismutits; sense anions addicionals, sense H₂O» juntament amb els següents minerals: leiteïta, apuanita, reinerita, kusachiïta, schafarzikita, trippkeïta, versiliaïta, schneiderhöhnita, zimbabweïta, ludlockita, paulmooreïta, estibivanita i chadwickita.

## Formació i jaciments
S'ha descrit a l'Àfrica, Escandinàvia, el Brasil i el Japó. Normalment trobada en porositat en lol·lingita.